# جامعة ولاية جورجيا
جامعة ولاية جورجيا (بالإنجليزية: Georgia State University)‏ هي جامعة بحثية أمريكية تأسست سنة 1913، ومقرها وسط مدينة أطلنطا بولاية جورجيا الأمريكية.
تعد جامعة ولاية جورجيا واحدة من أربع جامعات بحثية تشكل النظومة الجامعية لولاية جورجيا، ويربو عدد طلابها على 30 ألف طالب، وهي بذلك تاتي في المرتبة الثانية في المنظومة المذكورة من حيث عدد طلابها، بعد جامعة جورجيا.

## وصلات خارجية
- موقع الجامعة على الإنترنت